# FC Hoyvík
FC Hoyvík, gegründet als Fram Tórshavn („Vorwärts Tórshavn“), ist ein färöischer Fußball- und ehemaliger Volleyballverein aus Hoyvík, einem Vorort von Tórshavn. Von 2012 bis 2018 bestand eine Spielgemeinschaft mit FF Giza.

## Fußball

### Geschichte

Altes Logo von Fram Tórshavn (bis 2008)

Ursprünglich wurde Fram Tórshavn am 12. Januar 1975 gegründet und damit der vierte Hauptstadtverein nach HB Tórshavn (1904), B36 Tórshavn (1936) und AB Argir (1973). Da der Vorort Argir erst 1997 in die Kommune Tórshavn eingemeindet wurde, kann Fram auch als dritter Hauptstadtverein gelten.
1977 spielte Fram für eine Saison in der 1. Deild (heute Betrideildin), bevor sie als Tabellenletzter wieder abstiegen. Fram ist der einzige färöische Fußballverein in der Geschichte, der es von der 1. Liga bis hinunter in die 4. Liga schaffte.
Fram konnte 2008 in der 3. Liga (2. Deild) den ersten Platz belegen und erreichte somit den Aufstieg in die 1. Deild. Ende 2008 wurde die Umbenennung in FC Hoyvík beschlossen. Unter dem neuen Namen belegte man 2009 nur zwei Punkte von den Abstiegsrängen entfernt den siebten Platz, dieselbe Position erreichte die Mannschaft auch im Jahr darauf. 2011 erfolgte als Neuntplatzierter der Abstieg in die 2. Deild. Ab dem folgenden Jahr trat FC Hoyvík in einer Spielgemeinschaft mit FF Giza zum Spielbetrieb an und belegte in der ersten Saison den dritten Platz. Nur aufgrund der schlechteren Tordifferenz scheiterte die Mannschaft an TB Tvøroyri II. 2013 scheiterte die Spielgemeinschaft erneut als Drittplatzierter am Aufstieg, ebenso 2014. 2015 wurde als Zweitplatzierter schließlich der Aufstieg in die 1. Deild erreicht. Nach einem vierten und siebten Platz folgte 2018 als Neuntplatzierter der Abstieg in die 2. Deild, woraufhin die Fusion aufgelöst wurde und der FC Hoyvík den Platz einnahm. Als eigenständiger Verein gelang mit dem 1. Platz die Rückkehr in die 1. Deild. Nach nur zehn Punkten in 27 Spielen spielte der Verein zwei Jahre in der 2. Deild und belegte den fünften sowie sechsten Platz. Nach einer Fusion mit Undrið FF, die 2022 den sechsten Platz in der 1. Deild belegten, spielt der Verein wieder in der zweithöchsten Liga.

### Trainer
- Mikkjal Mikkelsen (1983)[3]
- Sólbjørn Mortensen (1996)
- Magnus Hentze (2001–2002)
- Kári Reynheim (2003)
- Hegga Samuelsen (2004)
- Kári Reynheim (2005–2006)
- Áki Mortensen & Jákup Petur Eliassen (2006)
- John Eystberg (2007–2008)
- Finn Mørk & Helgi L. Petersen (2009)
- Jón Brekku (2009)
- Rúni Nolsøe (2010)
- John Eystberg (2010)
- Jan Laursen (2011)
- Súni Fríði Barbá (2011)
- Sigurð Herulf Sigurðsson (2012–2013)
- Jan Mølvad Laursen (2013)
- Frankie Jensen (2014–2017)
- Áki Johansen (2018–2019)
- Oddbjørn Joensen (2020–2021)
- Andras Jákupsson (2022)
- Jens Martin Knudsen (2023)
- Bill Mc. Leod Jacobsen (2024)

### Bekannte Spieler
Aufgelistet sind alle Spieler, die mindestens zehn Spiele für die Nationalmannschaft absolviert haben.
- Allan Mørkøre (2011)
- Kári Reynheim (2003, 2005)

Líggjas Húsgarð erzielte mit drei die meisten Tore in der Betrideildin.

### Ligarekorde
- Erstligateilnahmen: 1977 (als Fram Tórshavn)
- Höchster Heimsieg: 3:1 gegen B36 Tórshavn (30. Mai 1977)
- Höchste Heimniederlage: 0:4 gegen TB Tvøroyri (30. April 1977), 0:4 gegen ÍF Fuglafjørður (4. September 1977)
- Höchste Auswärtsniederlage: 1:7 gegen ÍF Fuglafjørður (8. Mai 1977)
- Torreichstes Spiel: ÍF Fuglafjørður gegen Fram Tórshavn 7:1 (8. Mai 1977)
- Ewige Tabelle: 25. Platz

### Frauenfußball
2018 spielte das Frauenteam von FC Hoyvík zum ersten Mal in der 1. Deild, ein Jahr später zogen sie sich wieder zurück. 2023 belegten sie nach dem Neueinstieg den sechsten Platz in der zweiten Liga, im Jahr darauf wurden sie Letzter in der Betrideildin.

#### Ligarekorde
- Höchster Auswärtssieg: 4:1 gegen TB/FC Suðuroy/Royn (8. September 2024), 3:0 gegen TB/FC Suðuroy/Royn (1. April 2024)
- Höchste Heimniederlage: 0:25 gegen NSÍ Runavík (21. August 2024)
- Höchste Auswärtsniederlage: 0:17 gegen HB Tórshavn (26. Mai 2024)
- Torreichstes Spiel: FC Hoyvík gegen NSÍ Runavík 0:25 (21. August 2024)
- Ewige Tabelle: 28. Platz

#### Spielerinnen
Rekordspielerinnen der ersten Liga sind Maria Hansen, Anja Johansen, Angela Petersen und Hellen Simonsen mit jeweils 19 Spielen. Margreta Lív Olsen erzielte mit vier die meisten Tore in der Betrideildin (Stand: Ende 2024).

## Volleyball
Das Volleyballteam von Fram Tórshavn gewann insgesamt zwei Mal die Meisterschaft bei den Männern. Im Ligabetrieb wird sowohl bei den Männern als auch Frauen keine Mannschaft mehr gestellt.

### Erfolge
- 2 × Färöischer Meister der Männer: 1997, 2002